# بنجامين ميليبيد
بنجامين ميليبيد (بالفرنسية: Benjamin Millepied)‏ هو منتج أفلام ومصمم رقص وراقص باليه وممثل فرنسي، ولد في 10 يونيو 1977 ببوردو في فرنسا. من الجوائز التي نالها وسام الفنون والآداب الفرنسي.

## أعمال

### أفلام
- (2010) بلاك سوان[8]

## جوائز
- وسام الفنون والآداب الفرنسي

## وصلات خارجية
- بنجامين ميليبيد على موقع IMDb (الإنجليزية)
- بنجامين ميليبيد على موقع الموسوعة البريطانية (الإنجليزية)
- بنجامين ميليبيد على موقع مونزينجر (الألمانية)
- بنجامين ميليبيد على موقع ألو سيني (الفرنسية)
- بنجامين ميليبيد على موقع أول موفي (الإنجليزية)
- بنجامين ميليبيد على موقع قاعدة بيانات الأفلام السويدية (السويدية)
- بنجامين ميليبيد على موقع قاعدة بيانات الفيلم (الإنجليزية)
- بنجامين ميليبيد على موقع كينوبويسك (الروسية)